# Carex deamii
Carex deamii är en halvgräsart som beskrevs av Frederick Joseph Hermann. Carex deamii ingår i släktet starrar, och familjen halvgräs. Inga underarter finns listade i Catalogue of Life.